# Kyptoceras amatorum
Kyptoceras amatorum — вид вымерших растительноядных парнокопытных
млекопитающих из вымершего семейства Protoceratidae, эндемичный для юго-востока Северной Америки с эпохи миоцена до раннего плиоцена 23,03-3,6 млн лет назад, существовавшее примерно 19,43 миллиона лет. Название вида, amatorum, дано в честь всех коллекционеров окаменелостей-любителей, в том числе Фрэнка Гарсии (Раскин, Флорида), любителя, который нашел первую окаменелость этого вида и подарил Музею естественной истории Флориды. Типовой образец — череп UF 25711. Единственный известный вид рода Kyptoceras.
Это последний известный представитель своего семейства. Считалось, что протоцератиды вымерли из-за более продвинутых травоядных открытых пространств, но во Флориде, где все еще были относительно большие участки леса, протоцератиды смогли выжить дольше всего. Название рода происходит от его изогнутых рогов. У него были два длинных рога над глазами и один раздвоенный рог на носу. Все эти рога были направлены вперёд.
Окаменелости этого вида были найдены во Флориде и Северной Каролине (США).